# 33823 Mariorigutti
33823 Mariorigutti este o planetă minoră (asteroid) din centura de asteroizi. A fost descoperită pe 3 februarie 2000 la osservatorio astronomico della Montagna Pistoiese⁠(d) de Maura Tombelli⁠(d). 
Obiectul prezintă o orbită caracterizată de o semiaxă mare de 2,8939341 UAi, o excentricitate de 0,02, o înclinație de 2,78554 ° în raport cu ecliptica.